# Rödtjärnen (Svegs socken, Härjedalen)
Rödtjärnen är en sjö i Härjedalens kommun i Härjedalen och ingår i Ljusnans huvudavrinningsområde.